# Adam in Chains
«Adam in Chains» (рус. Адам в цепях) — третий сингл британского певца Билли Айдола с концептуального альбома Cyberpunk.
Альбомная версия делится на две части: первая, продолжительностью две с половиной минуты, представляет собой гипнотический сеанс, стимулирующий слушателя погрузиться в релаксирующее состояние; вторая представляет собой пение Айдола в мелодичной, неторопливой манере. Для выпуска сингла в Великобритании и Европе Робин Хэнкок отредактировал трек до трёх с половиной минут.
Сингл провалился в чартах Великобритании, но занял 5-ю строчку во Франции и 35-ю — в Польше.

## Концепция и создание
Продвижение альбома Cyberpunk сопровождалось революционными на тот момент методами, такими как Интернет, электронная почта и дискеты. В описании песни на электронном носителе от журналиста и блогера Марка Фронфелдера (выступавшего консультантом в период создания альбома) приводилось следующее: «Это — молитва для поколения завтрашнего дня. Сможем ли мы отыскать дверь ко внутреннему „Я“ и бросить вызов своим собственным демонам? Смогут ли новые технологии, такие как виртуальная реальность, стать новым средством самореализации?»
Марк Смит, игравший на Cyberpunk на гитаре и синтезаторах, а также отвечавший за программирование и аранжировки, в интервью 1993 года говорил, что такие техно-треки как «Heroin», «Adam in Chains» и «Venus» первоначально являли собой секвенсорные фрагменты, обрамлённые клавишными; создавалось настроение, затем Айдол писал лирику.
В июле 1993 года Билли Айдол исполнил «Adam in Chains» на шоу Арсенио Холла.

## Видеоклип
Режиссёром клипа выступил Жульен Темпл. По сюжету учёные погружают сидящего в кресле Айдола в состояние гипноза через чип, подключённый к его шее; сначала он испытывает боль, но через некоторое время переходит в виртуальную реальность. В его сознании возникает неземная фантазия с райскими образами воды. Айдол отвергает фантазию; в видение врываются образы огня, в реальном мире его тело начинает биться в конвульсиях. Эксперимент подходит к концу, Айдол возвращается в реальный мир и теряет сознание.
Укороченная версия клипа имеет отредактированное интро и женский бэк-вокал, а также содержит ракурсы, отличающиеся от первоначальной версии.

## Отзывы критиков
Журнал Musician описал композицию как «нью-эйдж-затишье». Сайт AXS.com в 2015 году включил «Adam in Chains» в свой список «Пяти самых недооценённых песен Билли Айдола»; автор статьи назвал песню «жемчужиной» на фоне «неоднородного альбома»: «Загадочная песня, это точно, но, услышав этот сингл однажды, вы не сумеете отключиться от него».

## Списки композиций
| №  | Название                         | Длительность |
| -- | -------------------------------- | ------------ |
| 1. | «Adam in Chains» (edit)          | 3:46         |
| 2. | «Adam in Chains» (album version) | 6:23         |

| №  | Название                         | Длительность |
| -- | -------------------------------- | ------------ |
| 1. | «Adam in Chains» (edit)          | 3:46         |
| 2. | «Adam in Chains» (album version) | 6:23         |
| 3. | «Venus»                          | 5:45         |
| 4. | «Heroin» (Needle Park Mix)       | 5:12         |